# إدوارد أنتوني (صحفي)
إدوارد أنتوني (بالإنجليزية: Edward Anthony)‏ هو صحفي أمريكي، ولد في 4 أغسطس 1895 في نيويورك في الولايات المتحدة، وتوفي في 16 أغسطس 1971 في غلوستر في الولايات المتحدة.